# Осадца Михайло Іванович
Михайло Іванович Осадца (1887, Волощина, нині Україна — 14 листопада 1951, с-ще Абезь, нині Республіка Комі, Росія) — український священник, культурно-просвітницький діяч, слуга Божий греко-католицької церкви. Брат Аполінарія Осадци.

## Життєпис
Закінчив Бережанську гімназію, студіював теологію у Львівській семінарії (1913).
Парох у селах Задвір'я і Половичі (нині Буського району Львівської области). Після початку Першої світової війни (1914) евакуйований у м. Сатмарнемет (Угорщина). Від 1921 — парох у с. Малий Ходачків (нині Тернопільського району), де відремонтувано церкву, облаштоване парафіяльне обійстя, відновив осередок «Просвіти» (його голова); керівник просвітянського хору, ініціатор спорудження «Народного дому» (1924—1927) із кооперативною крамницею, молочарнею.
27 квітня 1945 року заарештований за відмову перейти до РПЦ; засуджений на 10 років ВТТ; в ув’язненні помер.

### Беатифікаційний процес
Від 2001 року триває беатифікаційний процес прилучення о. Михайла Осадци до лику блаженних.